# Monument historique (Allemagne)

Logo des monuments historiques dans la RDA, utilisé aujourd'hui dans plusieurs Länder.

Logo des monuments historiques dans le Land de Rhénanie-du-Nord-Westphalie.

Un monument historique en Allemagne est un « témoignage culturel d'une valeur historique ou artistique ». Les critères de sélection, la définition des différents monuments et même leur intitulé diffèrent selon le Land allemand.

## Appellations
Le mot Denkmal est le terme générique allemand pour désigner tous types de monuments. C'est le terme utilisé dans l'intitulé des lois de protection du patrimoine de plusieurs Länder, à Berlin, en Bavière, au Brandebourg, en Basse-Saxe et en Rhénanie-du-Nord-Westphalie. C'est la Gesetz zum Schutz und zur Pflege der Denkmäler (« loi sur la protection et l'entretien des monuments ») à quelques variantes près dans l'intitulé. Il figure dans le corps du texte de loi de Bavière, Berlin, Brandebourg, Hambourg, Mecklembourg-Poméranie-Occidentale et Rhénanie-du-Nord-Westphalie.
Le terme Kulturdenkmal (« monument culturel ») apparaît dans l'intitulé des lois de sept Länder. Il figure dans le corps du texte de loi de Bade-Wurtemberg, Berlin, Brême, Basse-Saxe, Rhénanie-Palatinat, Sarre, Saxe, Saxe-Anhalt, Schleswig-Holstein et de Thuringe.
Le terme Denkmalschutz (« protection des monuments ») est quant à lui utilisé dans l'intitulé des lois de cinq Länder. 
En République démocratique allemande, le terme Kulturdenkmal est usité jusqu'en 1961. Après cette date, c'est le terme Denkmal qui est préconisé pour désigner un « témoignage du développement politique, culturel et économique ».

## Répartition par groupes
Chaque Länder a un classement et des critères qui lui sont propres. On peut néanmoins désigner les sous-groupes les plus courants : 
- Le Baudenkmal est le plus courant, il désigne la protection du patrimoine architectural et immobilier. Bau en allemand signifie un « bâtiment ».
- Le Bodendenkmal désigne la protection du patrimoine archéologique, les lieux où un Baudenkmal se dressait jadis. Boden est le « sol » en allemand.
- Le Gartendenkmal nomme la protection des parcs et jardins, équivalent aux jardins remarquables français.
- Le Naturdenkmal est la protection du patrimoine naturel.
- Le technische Denkmal désigne la protection du patrimoine technique et industriel.

Certains Länder font aussi la différence entre les monuments mobiles (bewegliche Denkmal) ou immobiles (unbewegliche Denkmal). D'autres considèrent aussi des ensembles patrimoniaux qui peuvent inclure tout le cœur historique d'une vieille ville, on les appelle Ensembledenkmal, Gesamtanlage ou Denkmalzone.

## Histoire
Différents inventaires d'objets anciens ont eu lieu durant l'histoire allemande. Le royaume de Saxe fonde par exemple en 1825 une organisation d'étude et de sauvegarde du patrimoine archéologique (Königlich sächsische Verein zur Erforschung und Erhaltung vaterländischer Alterthümer).
Un événement dans l'histoire de l'étude et de la préservation du patrimoine en Allemagne est la sortie du manuel de Georg Dehio en 1900 : le Dehio-Handbuch. Le manuel a ensuite connu des développements considérables ; il continue à être étendu et maintenu à jour.

## Statistiques
D'après le recensement du comité national de protection du patrimoine (Nationalkomitee für Denkmalschutz),  en 2008, il y avait 748 105 monuments architecturaux et 565 696 monuments archéologiques en Allemagne. Certains experts estiment le chiffre plus proche d'un million ou d'1,2 million, si l'on inclus tous les monuments, y compris le petit patrimoine.